# Patrik Hedberg
Patrik Hedberg, född 13 april 1988, är en svensk bandymålvakt som från och med säsongen 2019/2020 kommer att spela för moderklubben Falu BS i Allsvenskan. Säsongen 2009/2010 värvades han till Hammarby IF mitt under pågående säsong då deras dåvarande målvakt Patrik Nordgaard blev skadad. Han stannade i Hammarby i tio säsonger innan han återvände till Falu BS för spel i Allsvenskan. 2015 fick Hedberg chansen i svenska landslaget efter att Andreas Bergwall skadat sig, sedan dess har han varit med i de flesta landslagstrupperna, ofta som andremålvakt bakom Bergwall eller Anders Svensson.
Hedberg är son till den gamla Falu BS-spelaren Rolf Edberg, som gjorde 503 matcher för klubben och var med och tog SM-guld 1971. Smeknamnet "Slangen" fick han då han kom till Hammarby och medspelarna Robin Sundin och Jesper Eriksson tyckte att han var lång och smal som en trädgårdsslang.

## Meriter
VM-guld med Sverige 2017.

SM-guld med Hammarby 2010 och 2013.